# Dobet Gnahoré
Dobet Gnahoré (17 de junho de 1982) é uma cantora, percussionista e dançarina costa-marfinense ganhadora do Grammy de melhor apresentação de música urbana/alternativa, ao lado de India.Arie, e indicada ao prêmio de Música do Mundo, na categoria revelação.

## Discografia
Gnahoré iniciou sua carreira com o álbum Ano Neko, lançado em 2004, o álbum contou com dezesseis faixas e foi lançado pela gravadora francesa Contre Jour. Em 2007, Na Afriki é lançado, também pela Contre Jour. O álbum possui quinze faixas, e gerou uma das canções que alavancou sua carreira, "Palea". Djekpa Yugo, lançado em março de 2010, contém treze faixas.

## Prêmios e indicações
Grammy
| Ano  | Categoria                                          | Gênero | Trabalho                | Resultado |
| ---- | -------------------------------------------------- | ------ | ----------------------- | --------- |
| 2010 | "Melhor apresentação de música Urbana/Alternativa" | R&B    | "Pearls" com India.Arie | Ganhou    |